# Carl Ingemar Sahlin
Carl Ingemar Sahlin (1912 - 1987 ) fue un botánico sueco, que realizó expediciones botánicas a Marruecos, y a Argelia.

## Algunsa publicaciones
- 1976. Two new Taraxacum species from Karelia borealis. Memoranda Soc. Fauna Flora Fennica: 52: 23-27

## Honores

### Epónimos
- (Asteraceae) Taraxacum sahlinianum Dudman & A.J.Richards[2]
- (Asteraceae) Taraxacum sahlinii Rail. & Ekman[3]
- La abreviatura «Sahlin» se emplea para indicar a Carl Ingemar Sahlin como autoridad en la descripción y clasificación científica de los vegetales.[4]